# Hieracium didymanthum
Hieracium didymanthum es una especie de planta con flor del género Hieracium, de la familia Asteraceae, orden Asterales.

## Distribución
Hieracium didymanthum se distribuye por Noruega y Suecia.

## Taxonomía
Fue descrita científicamente por (Dahlst. & Enander ex Zahn) Dahlst. & Enander ex Johanss. Fue publicada en Ark. Bot.